# مشاة آلية

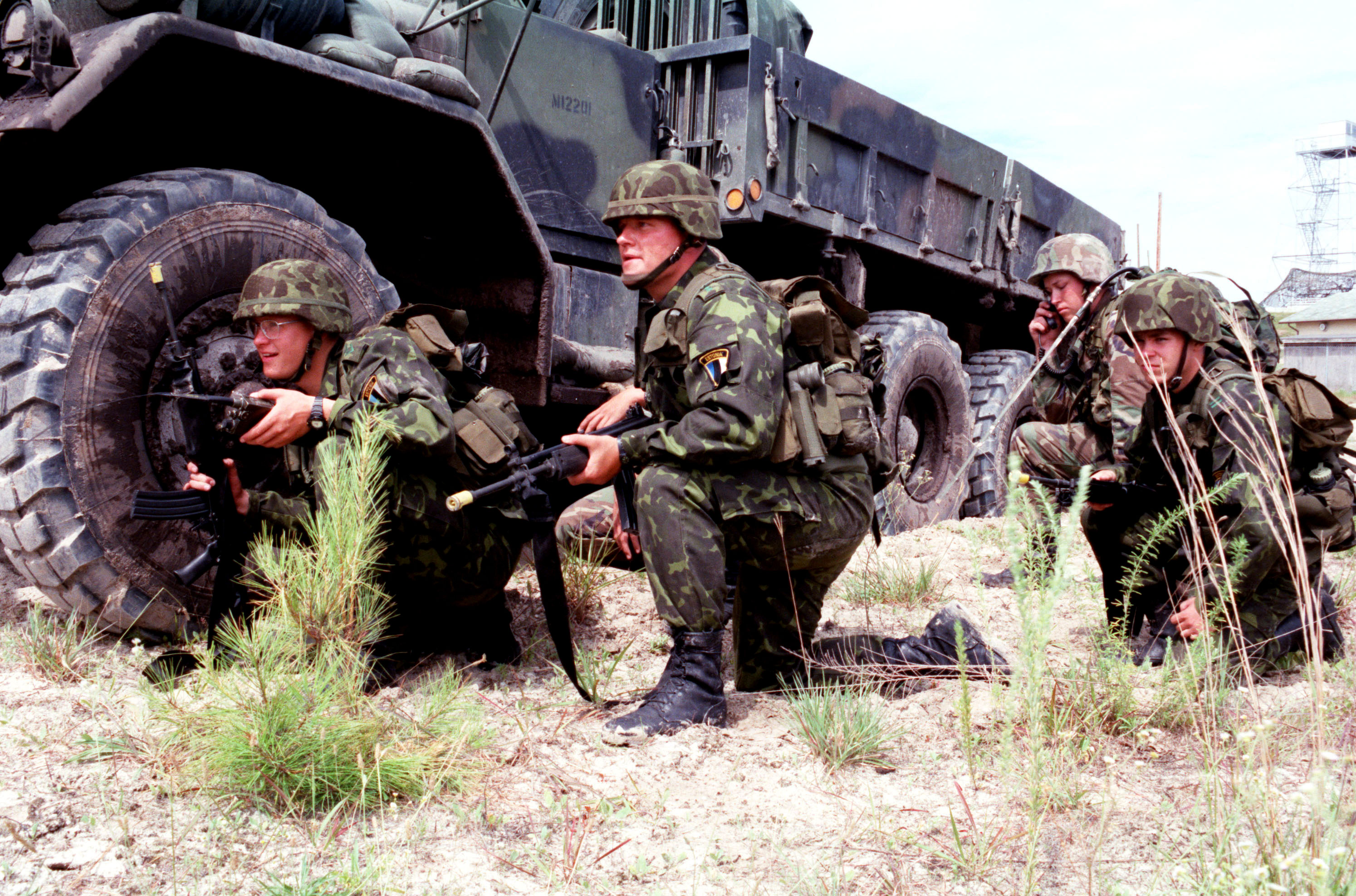
مشاة آلية في الجيش الأستوني.

مشاة آلية هي قوات مشاة محمولة على الشاحنات أو المركبات، ويختلف مفهوم المشاة الآلية عن المشاة الميكانيكية في أن المشاة الميكانيكية تنقل بواسطة مركبات القتال المدرعة.
وتعد المشاة الآلية المرحلة الأولى للتحول إلى المشاة الميكانيكية. حيث تستخدم القوات الآلية الشاحنات والمركبات لنقل الجنود وجر المدافع ونقل المعدات والإمدادات وهو ما يوفر سرعة نقل عالية لتحرك وحدات المشاة التي كانت عادة تتنقل إما مشياً أو باستخدام السكك الحديدية.

## الإستخدام
حدد جيش الولايات المتحدة، استخدام المركبات الآلية بأنه «استخدام المركبات ذات العجلات غير المدرعة لنقل الوحدات القتالية». حيث أن استخدام المركبات الآلية في المشاة هو المرحلة الأولى نحو ميكنة الجيش. غالبًا ما تكون الشاحنات المدنية قابلة لإعادة الإستخدام بسهولة مع الاستخدامات العسكرية لنقل الجنود، وسحب المدافع، وحمل المعدات والإمدادات. تعمل المركبات الآلية على زيادة القدرة على الحركة الاستراتيجية لوحدات المشاة بشكل كبير، والتي كانت لتعتمد بخلاف ذلك على المشي أو السكك الحديدية. في العمليات، وَجدت الجيوش أنه من المفيد تطوير الشاحنات وفقًا للمواصفات العسكرية، مثل الدفع الرباعي، للحصول على مركبات تعمل بشكل موثوق في الظروف الجوية والتضاريس القاسية.
لا توفر المركبات الآلية أي ميزة تكتيكية مباشرة في القتال بالساحات الصغيرة، حيث تكون الشاحنات والسيارات الجيب عُرضة لنيران المدفعية والأسلحة الصغيرة. ولكن في ساحات المعارك الأكبر حجمًا، تتمتع المشاة الآلية بميزة في القدرة على الحركة مما يسمح لها بالتحرك إلى قطاعات حرجة من ساحة المعركة بشكل أسرع، مما يسمح باستجابة أفضل لحركات العدو، والقدرة على التفوق على العدو.
ولكن يبقي العيب في استخدام المحركات هو أن الوقود أمر بالغ الأهمية؛ فإذا نفدت الوقود من الوحدات التي تستخدم المحركات، فقد يُطلب منها التخلي عن مركباتها.

## صور

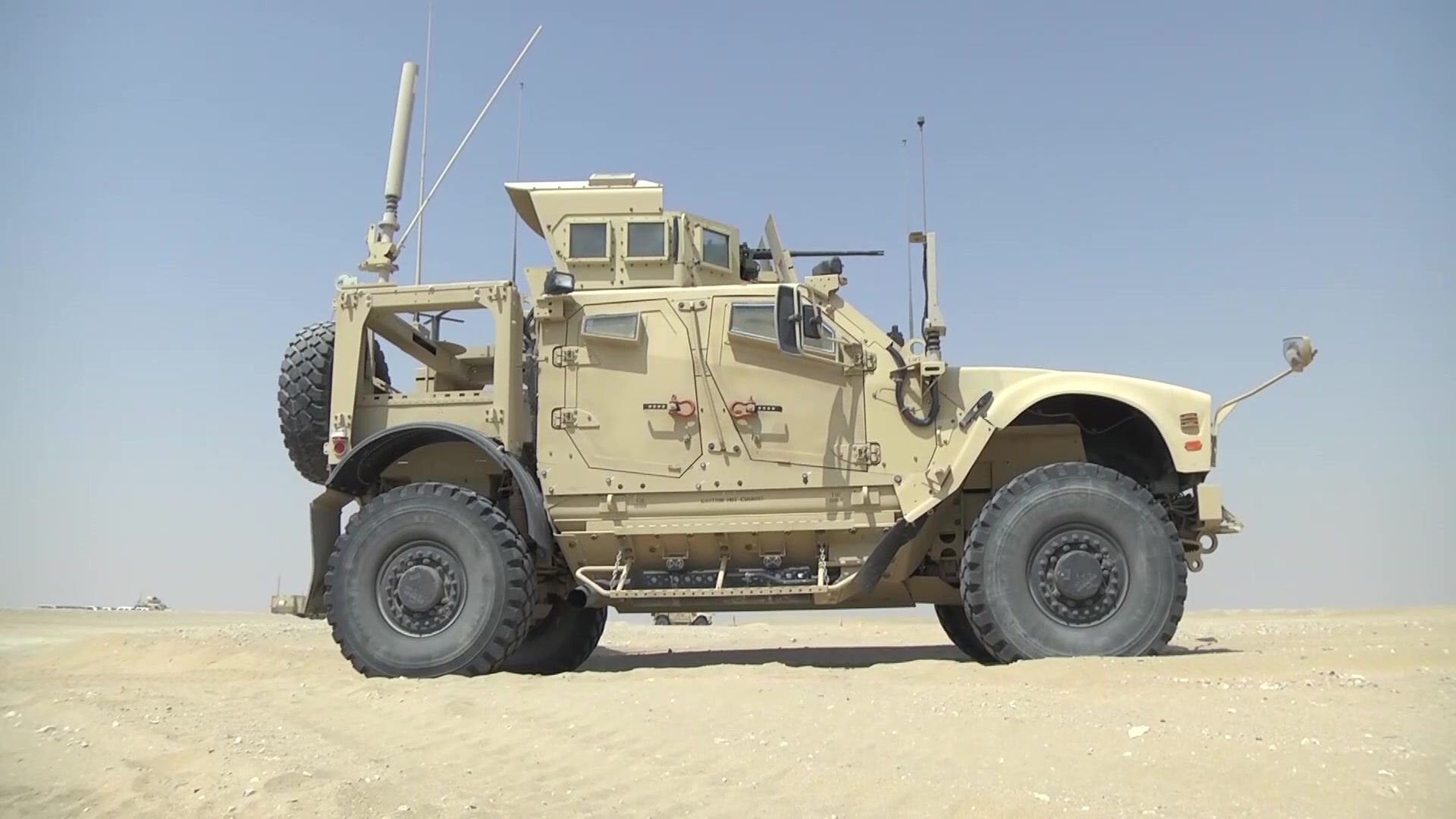
عربة مدرعة أمريكية من طراز أوشكوش.
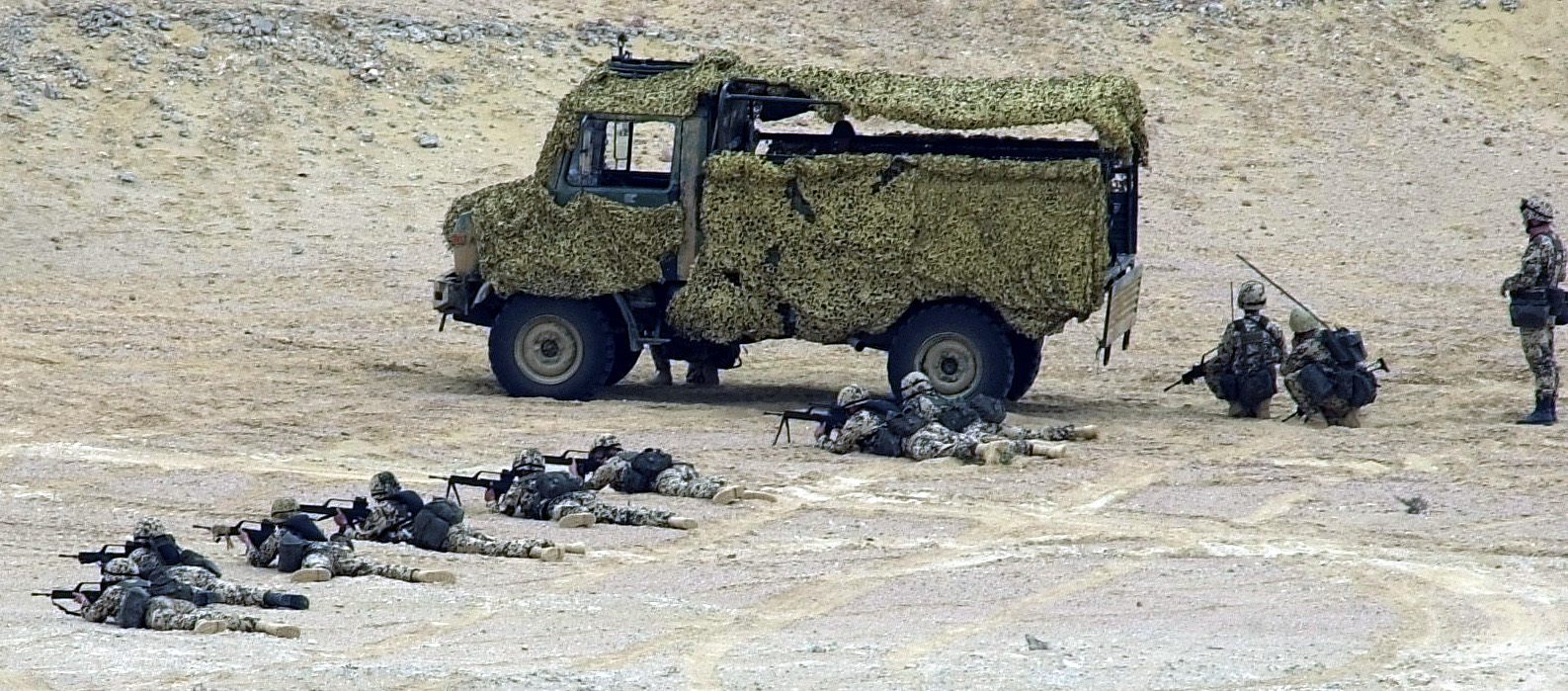
مشاة آلية ألمانية.
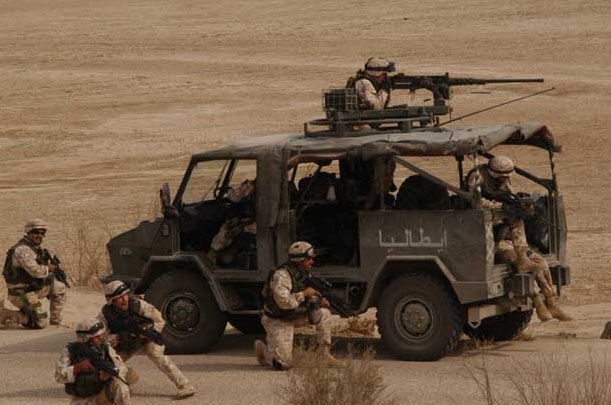
مشاة إيطالية آلية في العراق.